# Crossrail
Crossrail is een groot infrastructuurproject dat bestaat uit de aanleg van meerdere nieuwe spoorlijnen dwars door de Britse metropool Londen. Cross London Rail Links Ltd is de onderneming verantwoordelijk voor de aanleg van Crossrail 1 (Elizabeth Line) en de voorbereidingen voor Crossrail 2. Dit overheidsbedrijf is eigendom van Transport for London en het ministerie van verkeer en vervoer van het Verenigd Koninkrijk. De aanleg van Crossrail 2 moet nog door het parlement worden goedgekeurd en zal waarschijnlijk niet voor 2033 zijn voltooid.

## Stadsgewestelijknet
De deels ondergrondse lijnen moeten aansluiten op bestaande spoorlijnen en op de metro van Londen, waarbij met name de bestaande Thameslink-route aangevuld wordt. De treinen zullen met een hoge frequentie gaan rijden, vergelijkbaar met de drukste metrolijnen. Het is de bedoeling om de kaartverkoop af te stemmen op de bestaande systemen die binnen Groot-London toegepast worden, zoals de Oyster card. Crossrail wordt vaak vergeleken met het RER-systeem in Parijs, met name door de lengte van de centrale tunnel door het hart van de stad. De twee lijnen van crossrail, de oost-west lopende Elizabeth line (Crossrail 1) en de noord-zuidwest lopende Chelsea & Hackney Line (Crossrail 2), moeten elkaar kruisen bij Tottenham Court Road en bedienen gebieden die niet door Thameslink worden aangedaan. Zodoende vormen Crossrail en Thameslink een stadsgewestelijk net in en rond Londen.

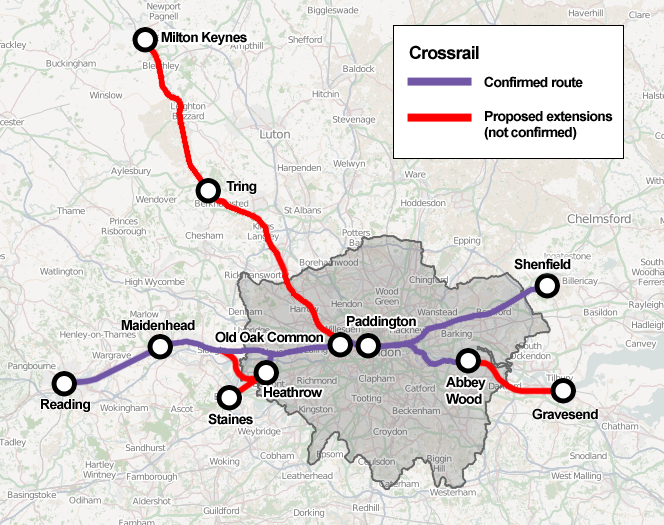
De Elizabeth Line (paars) met voorgestelde verlengingen (rood)
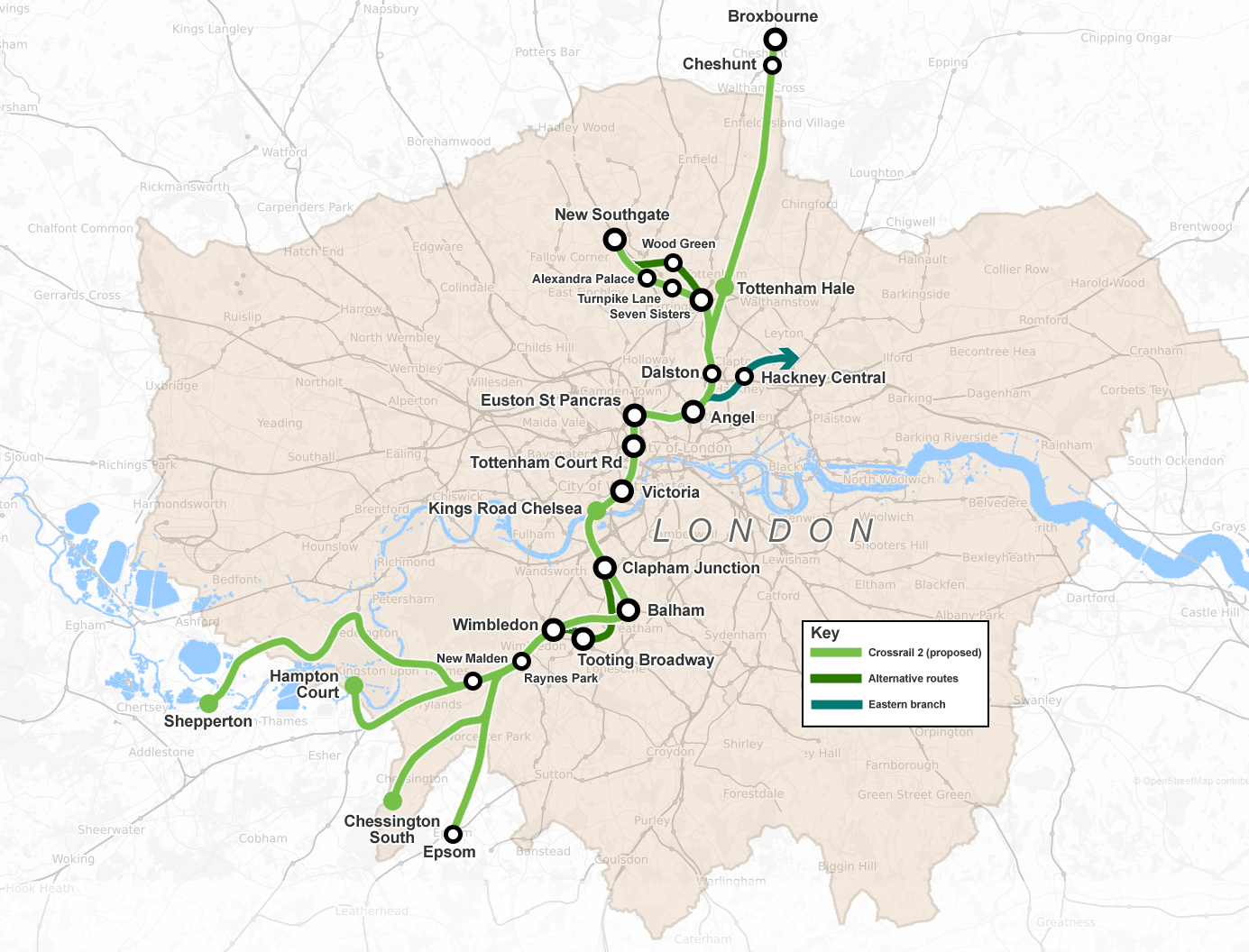
De tracévarianten van Crossrail2

## Crossrail 1
Eerste minister Gordon Brown gaf de eerste lijn (Crossrail Line 1) groen licht op 5 oktober 2007 nadat overeenstemming bereikt was over de financiering met publieke en private partijen, al is nog niet alles definitief geregeld. Voor het project kon beginnen nam het Britse Lagerhuis op 22 juli 2008 de Crossrail Act aan, waarin toestemming verleend werd voor de aanleg van de lijn.
De ruwweg oost-west verlopende eerste fase van het project (Crossrail 1) zou aanvankelijk in december 2018 in gebruik worden genomen. De kosten hiervan werden in 2007 geschat op ongeveer 16 miljard Britse pond. De dienstregeling is medio 2018 begonnen op een deel van de oost-westlijn, maar de voorgenomen opening van het centrale en oostelijke deel van de lijn moest in de zomer van 2018 worden uitgesteld tot najaar 2019. Dat werd niet gehaald en in januari 2020 werd verwacht dat het centrale deel geopend kon worden in de zomer van 2021 en dat de gehele lijn medio 2022 in gebruik zou zijn.
Het eerste onderdeel, over bestaand spoor van London Liverpool Street naar Shenfield en met bestaand materieel Class 315, is op 31 mei 2015 in gebruik genomen onder de voorlopige naam TfL Rail (XR). Dit is de voortzetting van de dienst die tot die datum werd geëxploiteerd door Abellio Greater Anglia, maar aan Crossrail is overgedragen. Vanaf 2017, als de nieuwe treinen Class 345 in dienst komen, zal de naam van deze dienst worden gewijzigd in Crossrail. De eerste trein op de route onder de stad had medio 2018 moeten gaan rijden, maar de proefritten begonnen pas eind november 2021. Het centrale deel van de lijn kwam op 24 mei 2022 in bedrijf onder de naam Elizabeth line ter ere van koningin Elizabeth II.

### Werkzaamheden
De kern van de eerste lijn is de aanleg van twee oost-westtunnels onder het centrum van Londen. De tunnels verbinden de Great Western Main Line nabij Paddington met de Great Eastern Main Line nabij Stratford.
Een zijlijn takt af bij het metrostation Whitechapel, steekt door de Docklands en komt bij Custom House boven de grond op een buiten gebruik zijnde deel van de North London Line. Van daar gaat de lijn onder de Theems door.
Treinen kunnen dan vanaf Reading en Heathrow in het westen naar Shenfield en Abbey Wood in het oosten rijden waarbij ze ook de huidige stations op de route aandoen. De bestaande spoorlijnen naar zowel Reading als Shenfield zijn viersporig, waardoor de Crossrailtreinen, die overal stoppen, gescheiden van het overig treinverkeer (IC treinen en goederentreinen) gaan rijden, door de lokale (trage) sporen te gebruiken.
Het werk omvat:

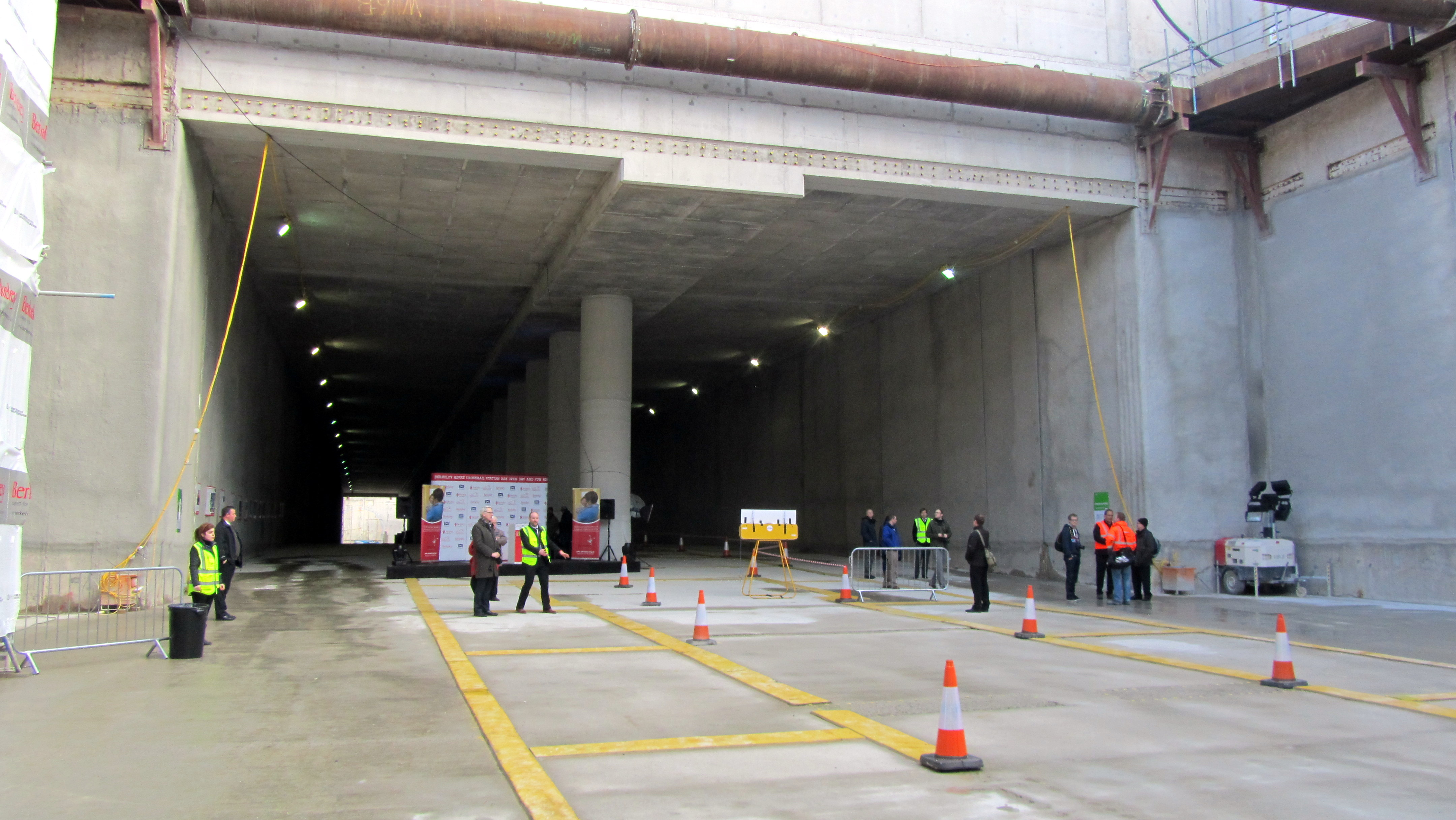
Bouw Station Woolwich, 2013

- Aanleg van een centrale tunnel (bestaande uit twee buizen) met nieuwe ondergrondse stations bij de bestaande stations Paddington, Bond Street, Tottenham Court Road, Farringdon, Liverpool Street en Whitechapel. Elk van deze stations biedt overstapmogelijkheden met London Underground, National Rail en London Overground.
- Aanleg van een tweede stel tunnels onder de Theems bij North Woolwich met een nieuw station in Woolwich. Deze lijn verbindt het voormalige deel van de North London Line met de North Kent Line.
- Verlenging van de perrons bij de meeste bestaande stations, totale herbouw van een aantal stations.
- Elektrificatie door middel van bovenleiding tussen Heathrow Airport junction en Maidenhead. Deze was oorspronkelijk alleen voorzien tot Maidenhead, maar wordt bij nader inzien gecombineerd met het algehele elektrificatieproject van de Great Western Main Line tot Bristol en Cardiff. Dat is ook de reden waarom het eindpunt van Crossrail verlengd wordt tot het grote spoorknooppunt van Reading waar alle langeafstandtreinen ook stoppen.

### Tunnels
Het boren van de spoorwegtunnels door acht gigantische tunnelboormachines begon in mei 2012 en was voltooid in mei 2015. Het tunneldeel door het hart van Londen, met een lengte van ongeveer 16 km en tot op 40 m diepte, was het meest ingewikkelde onderdeel van het project, vanwege het feit dat de ondergrond al een grote hoeveelheid infrastructuur bevat. In totaal werd 7 miljoen ton aarde verplaatst. De dubbele tunnelbuis met een totale lengte van 42 km (2×21 km) werd bekleed met ruim 200.000 betonnen segmentstukken van elk 3 ton.
De beide tunnelbuizen hebben een diameter van 6 meter en zijn daarmee groter dan de meeste metrotunnels (3,80 m). De tunnels zijn groot genoeg voor treinen met een normaal profiel. De lijn krijgt op het bovengrondse deel elektrificatie via bovenleiding met een spanning van 25 kV op 50 Hz wisselspanning, gelijk aan bijvoorbeeld de Betuweroute en de hogesnelheidslijn in Nederland en België.

## Crossrail 2
De tweede geplande Crossraillijn, ook wel de Chelsea-Hackney line genoemd, loopt van Chelsea in het zuidwesten naar Hackney in het noordoosten van Londen. De eerste plannen voor een dergelijke verbinding stammen uit 1901, maar door verschillende oorzaken is het plan nooit tot uitvoering gekomen. De plannen zijn nu eigendom van Crossrail Ltd. Het is vooralsnog niet bekend of en wanneer deze lijn aangelegd zal worden.